# The Backrooms

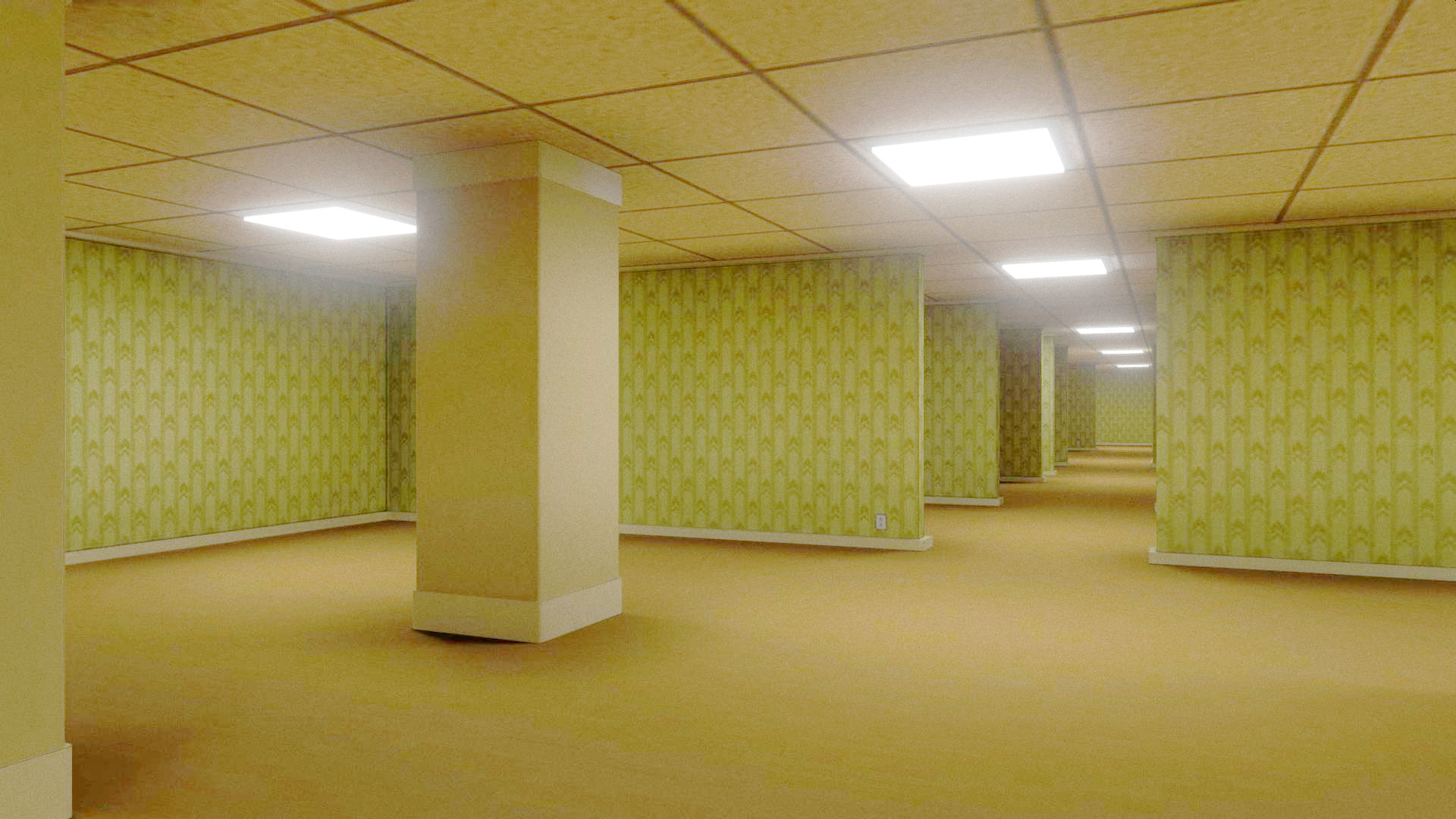
Digital gerenderte Darstellung

The Backrooms ist eine moderne Sage der Internetkultur aus dem Genre der Creepypasta. Die „Backrooms“ (engl. „Hinterzimmer“) sind demnach sehr ausgedehnte oder sogar unendlich weite Innenräume oder Landschaften, die nur betreten werden können, wenn man aus der Realität „glitcht“. In Videos oder Computerspielen werden sie als eintönige und meist menschenleere, endlose Labyrinthe dargestellt und oft prozedural generiert.
Ihr Ursprung lässt sich auf einen Kommentar auf dem Imageboard 4chan zurückführen. Auf eine am 12. Mai 2019 gestellten Bitte nach „beunruhigenden Bildern“ antwortete ein Nutzer mit einer Geschichte, die auf einem Foto eines solchen „Backrooms“ basierte. Andere Internetnutzer begannen daraufhin, das Konzept durch verschiedene imaginierte „Level“ und dort existierende „Wesen“ der Backrooms zu erweitern. In der Folge entstanden zahlreiche Texte, Videos und mehrere Computerspiele über die Backrooms.

## Herkunft und Beschreibung
Der Ursprung von The Backrooms liegt in einem Diskussionsstrang, der auf dem /x/-Board auf 4chan am 12. Mai 2019 gepostet wurde, als ein anonymer Nutzer nach „beunruhigenden Bildern, die sich ‚nicht gut‘ anfühlen“ fragte. Dort wurde das erste Foto hochgeladen, das die Backrooms abbildete, dargestellt war ein Gang in gelber Farbe. In einem weiteren Kommentar wurden weitere Eigenheiten der Backrooms beschrieben, die durch den Geruch von nassem Teppich, Wände von einfarbigem Gelb und dem Summen von Leuchtstofflampen gekennzeichnet seien. Man könne die Backrooms betreten, indem man aus der Realität an den falschen Stellen ausbricht (noclip).
Nachdem der 4chan-Post berühmt wurde, schrieben mehrere Internetnutzer Horrorstorys zu den Backrooms. Zahlreiche Memes wurden erstellt, über soziale Medien verbreitet, die Creepypasta wurde bekannter. Manning Patstons vom Happy Mag beschrieb sie als „existentiell, hohl und beängstigend“ und kommentierte die Verwendung des Begriffs „noclip“, den er als „Glitch, in dem die Wände der Realität eingerissen sind“, betrachtete, ähnlich der Existenz eines Doppelgängers. Kaitlyn Kubrick von Somag News verglich The Backrooms mit dem Leveldesign des Resident-Evil-Franchises und nannte die Backrooms „die schreckliche Creepypasta von verfluchten Träumen.“ Die Creepypasta wurde ebenfalls mit dem Konzept von kenopsia in Verbindung gebracht, erstmals geprägt in The Dictionary of Obscure Sorrows: „Die unheimliche, verlassene Atmosphäre eines Ortes, an dem normalerweise geschäftiges Treiben herrscht, der jetzt aber verlassen und ruhig ist“.
Der Standort des originalen Backrooms-Foto war lange Zeit unbekannt. Vermutet wurde auch, dass das Foto selbst eine prozedural generierte, digitale Komposition war. Der Aufnahmeort wurde 2024 schließlich in einem Modellauto-Geschäft in Wisconsin, USA gefunden.

## Level
Die Backrooms werden in sogenannte Level eingeteilt, die parallel zueinander existieren, so wie sie auch parallel zur realen Welt existieren. Diese Level haben alle unterschiedliche Eigenschaften, und teils sind darin sogenannte Entities (Wesen / Monster) unterwegs, die mehr oder weniger gefährlich sind.
Die ursprüngliche Darstellung der Backrooms wird Level 0 – „The Lobby/Die Lobby“ genannt. Es ist das abgebildete Level im Originalfoto der Backrooms – ein Labyrinth endloser Flure mit einfarbig gelben Wänden, feuchtem, modrig riechendem Teppich und summenden Leuchtstofflampen. Geschichten, die in diesem Level spielen, berichten von „Hounds“, die als entstellte und manische humanoide Wesen beschrieben werden. Ein weiteres Merkmal ist die „Noclip Zone“, die einen in die Realität, an den Anfang des Levels oder in ein anderes Level versetzen kann.
Das Konzept wurde von Internetusern stark ausgebaut, die zahlreiche weitere Level erfunden haben. Im Wiki der Backrooms werden über tausend verschiedene Level und dort lebende Wesen beschrieben, mit fiktiven Fotos dokumentiert und in Sicherheitsklassen eingestuft.

## Rezeption

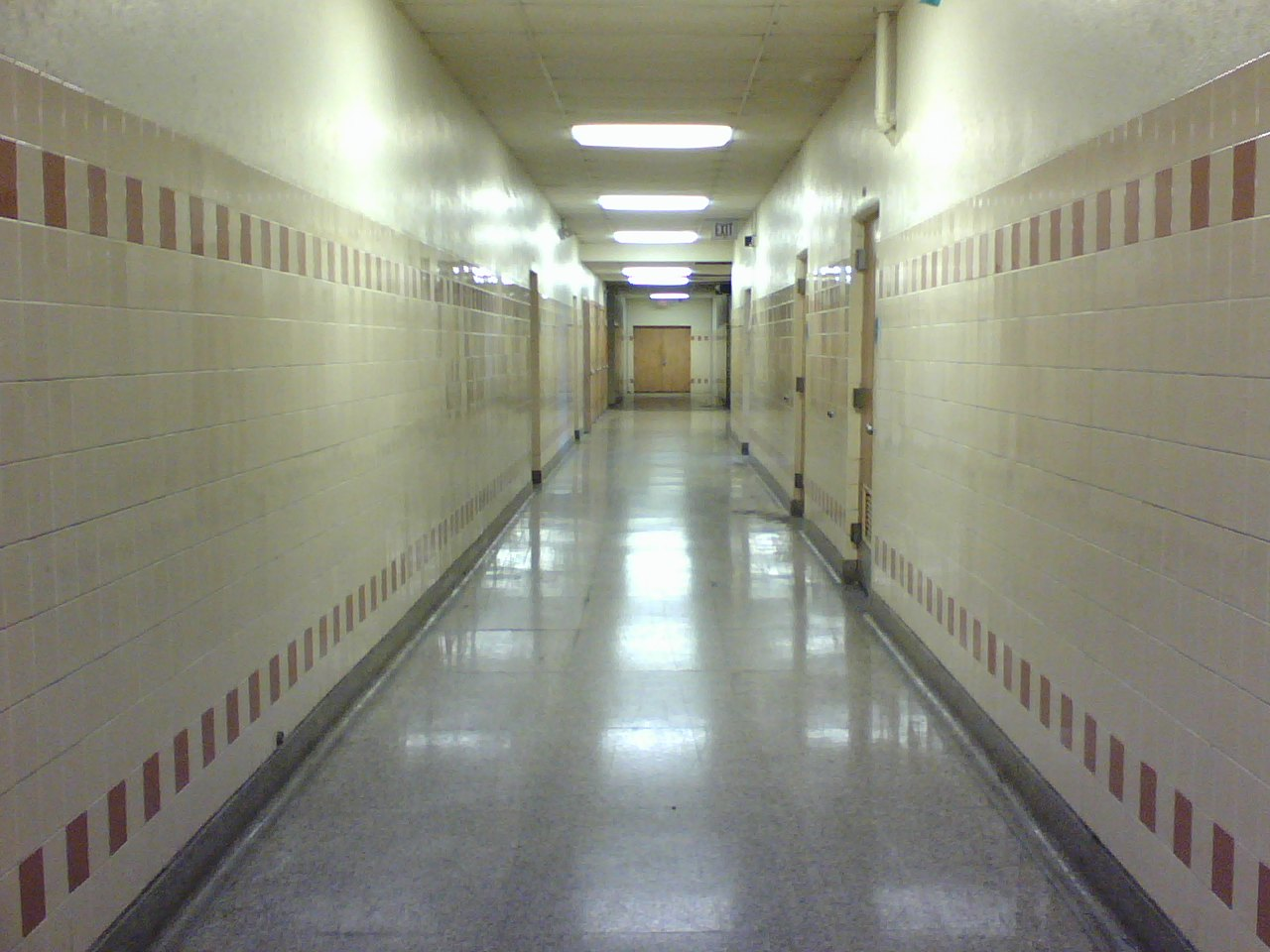
Die Beliebtheit der Backrooms geht einher mit dem Internetphänomen der Liminal Spaces: „Bilder von unheimlichen und unbewohnten Orten“, wie dieser leere Schulkorridor.

Die Backrooms wurden mit anderen verschiedenen Horrortrends und Medienprojekten verglichen, wie den Fotos von liminalen Orten, dem kollaborativen Story-Projekt zur SCP Foundation und der sechsteiligen Albenserie Everywhere at the End of Time des Musikers The Caretaker. Seit ihrer Entstehung werden die Backrooms in verschiedenen anderen Medien und Internetkulturen weiterentwickelt, auch Computerspiele und YouTube-Videos wurden erstellt.
Das Thema der „Backrooms“ wurde von Internetnutzern und Autoren aufgegriffen. Die Creepypasta wurde auch als Ursprung der liminalen Orte als Internetphänomen genannt, weil jene „einen Hauch von Nostalgie, Verlorenheit und Unsicherheit“ hervorrufen. Medialen Widerhall außerhalb der Internetkultur fanden Fotos einer Urlauberin, die unter ihrer Airbnb-Ferienwohnung den Zugang zu einem menschenleeren Einkaufszentrum fand. Das Erlebnis wurde mit dem „Glitch“ in die Backrooms verglichen.
Die Horror-Aspekte der Backrooms sind vergleichbar mit den Verschwörungstheorien zu UFOs in Area 51, Filmemacher Stanley Kubricks The Shining, Minecrafts moderner Sage von Herobrine, und dem Film Wir aus dem Jahr 2019. Darstellungen dieser liminalen Räume sollen auch Ähnlichkeiten mit den Horrorstorys der SCP Foundation und den schemenhaften Gebäuden des Computerspiels Control (2019) aufweisen. Dazed nannte die Backrooms ein Beispiel für ein „Internetphänomen“.

## Wirkung und Beliebtheit

### Film
Im Januar 2022 wurde auf dem YouTube-Kanal des sechzehnjährigen Regisseurs Kane Parsons (Kane Pixels auf YouTube) der Kurzfilm The Backrooms (Found Footage) hochgeladen. Es wird als eine Aufnahme eines jungen Kameramanns aus dem Jahr 1996 dargestellt, der versehentlich die Backrooms betritt, vor Wesen flieht und weitere Ebenen erreicht. Der Film enthält sowohl Realverfilmungen als auch 3D-Blender-Render sowie andere Effekte wie Bildstabilisierung und VHS-Filter. Von manchen als „analoger Horror“ kategorisiert, erhielt der Kurzfilm Anerkennung: Die bei WPST mitwirkende Erica Russell nannte es „das gruseligste Video im Internet“, während Mary Beth McAndrews von Dread Central ihn mit dem Computerspiel Control aus dem Jahr 2019 verglich und es „zehnmal anschaute.“
Jai Alexis von der Internetseite PopHorror zeigte sich überrascht über das niedrige Alter des Regisseurs, während The Awesomer anmerkte, dass Backrooms „große Spannung ohne Budget erzeugte“. Rob Beschizza von Boing Boing vermutet, dass die Creepypasta irgendwann zu einem „glatten, zweistündigen düsteren Hollywood-Film“ führen wird, vergleichbar mit der Slender-Man-Creepypasta und seiner Filmadaption aus dem Jahr 2018. Beim Beschreiben eines Memes der Backrooms nannte Tanner Fox von GameRant den Kurzfilm „eine paralysierende Schau, die einiges an Terror in seine kurze Laufzeit packt.“
Parsons veröffentlichte dreizehn weitere Videos über die Backrooms in nicht chronologischer Reihenfolge: The Third Test, First Contact, Missing Persons, Informational Video, Autopsy Report, Motion Detected, Prototype, Pitfalls, Report, Presentation, Reunion, Overflow und Damage Control. Ein durchgehendes Thema ist die fiktionale Async Foundation, die die Backrooms zu erschaffen oder zu erreichen versucht, um „alle derzeitigen oder zukünftigen Lager- und Wohnbedürfnisse“ zu lösen. Weiter existieren zwei weitere, ungelistete Backroom-Videos von Kane. Eines davon verweist auf das Erdbeben in Loma Prieta im Jahr 1989.
The Backrooms beeinflusste die Produktion der AppleTV+-Fernsehserie Severance.

### Computerspiele
Am 12. Februar 2022 stellte ein Reddit Nutzer eine Minecraft-Karte vor, die auf dem „Backrooms“-Konzept basierte. Ab 2. Mai 2022 behauptete der ScreenRant-Autor Thomas McNulty, dass „Wesen“ auf der Karte sein würden. Die Mod befindet sich noch immer in der Entwicklung.
The Backrooms ist ebenfalls die Grundlage für das gleichnamige Horrorspiel, das 2019 vom Indiespieleentwickler Pie on a Plate Productions veröffentlicht wurde. Es wurde für seine Art des Schreckens gelobt und als Bloody Disgusting bezeichnet. Schriftsteller Michael L. Sandal vergleicht es mit den Arbeiten der Schriftstellerin Charlotte Perkins Gilman. Der Autor Sigma Klim von Guru Gamer empfand das Spiel als etwas anderes als die „Clichés und überstrapaziertes Motive“ der meisten Horrorspiele und verglich es mit Yume Nikki aus dem Jahr 2004. Das PCMag konstatierte ihm eine „entnervende“ Atmosphäre „zum Verrücktwerden“ und verlieh ihm, obwohl es „ein unglaublich kurzer Titel“ sei, eine Auszeichnung für „eines der besten kostenlosen Steam-Spiele“.
Weitere Spiele, die auf den Backrooms basieren, sind The Backrooms Simulator, Enter the Backrooms und Escape the Backrooms die in den Jahren 2019, 2021 und 2022 veröffentlicht wurden.